# Yuri Shcherbatsevich
Yuri Aliaxandravich Shcherbatsevich –en bielorruso, Юрый Аляксандравіч Шчербацевiч– (Cherven, URSS, 11 de julio de 1984) es un deportista bielorruso que compite en tiro, en la modalidad de rifle.
Ganó una medalla de bronce en el Campeonato Mundial de Tiro de 2014 y una medalla de bronce en el Campeonato Europeo de Tiro de 2021. En los Juegos Europeos de Minsk 2019 consiguió una medalla de plata en la prueba de rifle en tres posiciones.
Participó en cuatro Juegos Olímpicos de Verano, entre los años 2004 y 2020, ocupando el octavo lugar en Londres 2012 y el séptimo en Tokio 2020, en la prueba de rifle en tres posiciones.

## Palmarés internacional
| Campeonato Mundial | Campeonato Mundial  | Campeonato Mundial | Campeonato Mundial         |
| Año                | Lugar               | Medalla            | Prueba                     |
| ------------------ | ------------------- | ------------------ | -------------------------- |
| 2014               | Granada (España)    | Medalla de bronce  | Rifle en pos. tendida 50 m |
| Juegos Europeos    |                     |                    |                            |
| Año                | Lugar               | Medalla            | Prueba                     |
| 2019               | Minsk (Bielorrusia) | Medalla de plata   | Rifle 3 posiciones 50 m    |
| Campeonato Europeo |                     |                    |                            |
| Año                | Lugar               | Medalla            | Prueba                     |
| 2021               | Osijek (Croacia)    | Medalla de bronce  | Rifle 3 posiciones 50 m    |